# Eduard Sola i Guerrero
Eduard Sola i Guerrero   (Santa Eulàlia de Ronçana, 1989) és un guionista de cinema i televisió català, guanyador el 2025 d'un premi Gaudí i un premi Goya al millor original per Casa en flames.

## Biografia
Sola es va graduar en guió a l'Escola Superior de Cinema i Audiovisuals de Catalunya (ESCAC) de Barcelona. Com un dels seus projectes finals, va ser autor de Lunático (2014), un curtmetratge que més tard es va convertir en la seva primera pel·lícula, que va dirigir, únic cop en la seva carrera, i que va estar protagonitzada pel seu avi. Va ser president de Canal SET, la televisió local del seu municipi de naixement, Santa Eulàlia de Ronçana.
Ha compaginat l'escriptura de sèries (Sé quien eres, Benvinguts a la família, Cites) i pel·lícules per a televisió amb guions de cinema en pel·lícules de Dani de la Orden, Barcelona, nit d'estiu (2013) i la seva seqüela, Barcelona, nit d'hivern (2015) i Casa en flames (2024). De Nely Reguera (María (y los demás), La voluntària), de Marçal Forés i Paula Ortíz (La verge roja).
El seu any més prolífic, el 2024, es van filmar els guions de la pel·lícula Casa en flames, que es va convertir en la pel·lícula en català més taquillera de la història fins aquell moment, i les sèries Querer, La verge roja i Mamen Mayo. Va ser el guanyador del Premi Feroz al millor guió per la mateixa obra i del Feroz al millor guió d'una sèrie per Querer.
El discurs que va fer en rebre el Premi Gaudí al millor guió original, per Casa en flames, va tenir força impacte per la seva defensa de l'escola pública i de la integració: «El meu avi era analfabet i jo em dedico a escriure».

## Filmografia com a guionista

### Cinema
- 2013: Barcelona, nit d'estiu
- 2013: Hooked Up
- 2014: Tots els camins de Déu
- 2014: Lunático (també actor)
- 2015: Barcelona, nit d'hivern
- 2016: Quatretondeta
- 2015: María (y los demás)
- 2018: Black is Beltza
- 2021: Libertad
- 2021: Donde caben dos
- 2022: A través de mi ventana
- 2022: La voluntària
- 2023: A través del mar
- 2024: A través de tu mirada
- 2024: Casa en flames
- 2024: El bus de la vida
- 2024: La verge roja

### Televisió
- 2010: Malsons SL
- 2011: Zero (telefilm)
- 2016: Ebre, del bressol a la batalla (telefilm)
- 2017: Sé quién eres
- 2018: Terra cremada (telefilm)
- 2019: Benvinguts a la família
- 2019: Èxode, de la batalla a la frontera (telefilm)
- 2015-2023: Cites
- 2023: El cuerpo en llamas (2 episodis)
- 2024: Querer (minisèrie)
- 2024: Mamen Mayo

## Premis i nominacions
- Premis Gaudí

| Any  | Categoria                         | Pel·lícula                     | Resultat  |
| ---- | --------------------------------- | ------------------------------ | --------- |
| 2014 | Millor pel·lícula                 | Barcelona, nit d'estiu         | Nominat   |
| 2016 | Millor pel·lícula per a televisió | Barcelona, nit d'hivern        | Nominat   |
| 2016 | Millor guió                       | Barcelona, nit d'hivern        | Nominat   |
| 2017 | Millor pel·lícula                 | Tots els camins de déu         | Nominat   |
| 2017 | Millor pel·lícula per a televisió | Ebre, del bressol a la batalla | Guanyador |
| 2018 | Millor curtmetratge               | Les bones nenes                | Nominat   |
| 2019 | Millor pel·lícula d'animació      | Black is Beltza                | Nominat   |
| 2021 | Millor pel·lícula per a televisió | Èxode                          | Nominat   |
| 2025 | Millor pel·lícula                 | Casa en flames                 | Nominat   |
| 2025 | Millor guió original              | Casa en flames                 | Guanyador |

- Premis Goya

| Any  | Categoria            | Pel·lícula     | Resultat  |
| ---- | -------------------- | -------------- | --------- |
| 2025 | Millor guió original | Casa en flames | Guanyador |

- Premis Feroz

| Any  | Categoria               | Pel·lícula/sèrie    | Resultat  |
| ---- | ----------------------- | ------------------- | --------- |
| 2024 | Millor guió d'una sèrie | El cuerpo en llamas | Nominat   |
| 2025 | Millor guió d'una sèrie | Querer              | Guanyador |
| 2025 | Millor guió             | Casa en flames      | Guanyador |
| 2025 | Millor guió             | La verge roja       | Nominat   |
| 2025 | Millor sèrie de comèdia | Mamen Mayo          | Nominat   |